# Punta (música)

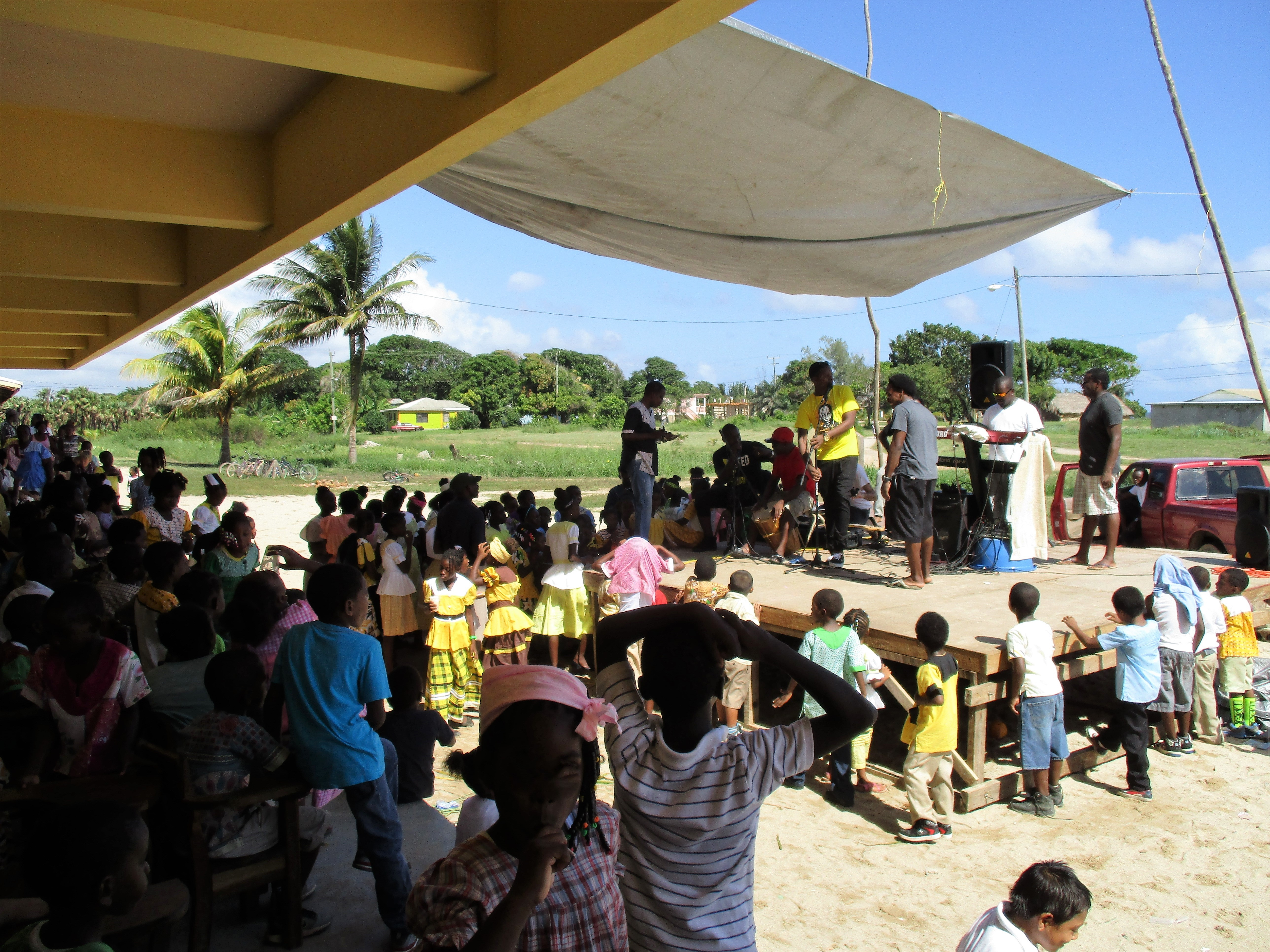
Fiesta del Garífuna Settlement Day en la escuela Holy Family de Hopkins, Belice. Año 2015

La punta es un género tradicional de danza y música afro-indígena originado por la etnia garífuna de Honduras en sus celebraciones y festividades. Se trata de una ceremonia fúnebre, que recibe el nombre de banguidi (‘nueva vida’) en el idioma garífuna.
También se conoce como el baile de la fertilidad. Se encuentra difundido en la costa caribeña de Honduras, Belice, Guatemala y Nicaragua. Es uno de los géneros de música más importantes de Centroamérica en la actualidad. Hoy en día, se baila con atuendos folclóricos y coloridos. Se tienen registros que se baila desde finales de la década de 1970 por los habitantes de las regiones de Livingston en Guatemala, Dangriga en Belice y las ciudades de Puerto Cortés, Tela, La Ceiba, Trujillo y Roatán en Honduras. 
Desde su creación ha llamado la atención en el ambiente musical, incluyendo los Estados Unidos en especial áreas de Los Ángeles, San Francisco, de California; Nueva York, Chicago y Miami. Su ejecución comprende instrumentos de percusión tales como tambores y caracoles, entre otros.

## Origen del término
La palabra «punta» es una latinización de un antiguo ritmo de África occidental llamado bunda (‘nalgas’) en el idioma mandé. Hay ciertas leyendas sobre el nombre de este baile y una de ellas menciona un ritual funerario que los garinagu (forma plural de garífuna) bailaban de punta a punta de la costa.

## Variantes
Otros tipos de géneros de música garífuna son: hunguhungu, wanaragua, abaimahani, matamuerte, laremuna wadaguman, gunjai, sambai, charikanari, eremuna egi, paranda, berusu, punta rock, teremuna ligilisi, arumahani, y Mali-amalihani. No obstante, la punta garífuna es el género más difundido de ellos. Chumba y hunguhungu son una danza circular con un ritmo de tres tiempos, que a menudo se combinan con punta. Existen otros ritmos típicos de cada género: las mujeres tienen el eremwu eu y abaimajani, canciones rítmicas a capela, y laremuna wadaguman.

### Punta rock
Es un subgénero de punta creado por el músico garífuna beliceño Pen Cayetano en 1978 que se desarrolló entre el pueblo garífuna de Honduras.Mientras que este estilo es único, el calipso y la soca han tenido ligeras influencias en él. Incorpora música electrónica y tiene un movimiento rítmico característico.

### Punta en Guatemala
Es un baile y música garífuna que llegó a Guatemala procedente de Honduras.
Sólo se baila de manera tradicional.

### Punta comercial
«Punta catracha» se ha dado a notar en el ámbito internacional como música representativa de Honduras y está siempre presente en los carnavales. Hay varias bandas profesionales y semiprofesionales  que se dedican a este tipo de música; algunos ejemplos son: Kazzabe Agrupación, Los Rolands de la Ceiba y Banda Blanca (famosa. 

### Punta en Honduras
Los principales sitios donde se baila la danza autóctona de los garinagu son: La Ceiba, Tela, Roatán, Trujillo, La Lima, San Manuel y Palacios. La población identifica este baile como originario de su cultura, proveniente del rito de la fecundidad y muy similar a la que utilizan algunas tribus de África. Lo practican cuando un miembro de la tribu fallece, ya que para ellos es como una celebración. Se realizó por primera vez cuando el general John Bulnes o Walumugu falleció. También se practica en la famosa Feria Juniana de San Pedro Sula.
También de nuiouh, una fusión entre la punta y el logy en la que se usa piano de teclas, batería y otros instrumentos musicales.